# Magyar Mária
Magyar Mária (Elek, 1948. április 18. – 2023. április 18.) magyar színésznő.

## Életpályája
1970-ben az Állami Déryné Színházban kezdte színészi pályáját. 1972-től a kecskeméti Katona József Színház tagja volt. 1974–1977 között a Színművészeti Főiskola hallgatója. Főiskolásként a Budapesti Gyermekszínházban játszott. 1977-ben színészként diplomázott, Kazán István és Versényi Ida operett-musical osztályában.
1977-től a győri Kisfaludy Színház társulatának színésznője volt. 1986-tól ismét Kecskemétre szerződött. 1988-tól szabadfoglalkozású színművésznőként szerepelt. Operettek és operák szoprán szerepeiben volt sikeres előadóművész.

## Fontosabb színházi szerepei
- Jaroslav Hašek – Bodrogi Gyula – Aldobolyi Nagy György – Szenes Iván: Svejk a hátországban... Katy
- Kövesdi Nagy Lajos: Disszidálni Pestre is lehet... Enikő, Popeye unokája
- Guy de Maupassant – Franz Gribitz – Therese Angeloff – Peter Kreuder: Bel Ami... Suzanne, Clermont és Adrienne lánya
- William Shakespeare: A windsori víg nők... Szolgálólány
- William Shakespeare: Amit akartok... Viola, Sebastian húga
- Ránki György – Hans Christian Andersen: Pomádé király új ruhája... Dzsufi
- Ránki György – Romhányi József: Muzsikus Péter... Muzsikus Péter
- Romhányi József: Csipkerózsika... Tündér; Boszorka
- Giacomo Puccini A köpeny... Georgette (Ódry Színpad)
- Száraz György: II. Rákóczi Ferenc... Charlotte
- Jacques Offenbach: Szép Heléna... Heléna
- Franz von Suppé: Boccaccio... Izabella
- Hervé: Nebáncsvirág... Denise de Flavigny
- Kálmán Imre: Marica grófnő... Marica grófnő
- Kálmán Imre: Cigányprímás... Juliska, Rácz Pali nevelt lánya
- Huszka Jenő – Szilágyi László Mária főhadnagy... Mária
- Jókai Mór: Az aranyember... Athalie, Brazovich lánya
- Barnassin Anna – Madarász Iván: Messze még a holnap... Munkásegyleti lány
- Barnassin Anna – Gonda János: Pro Urbe (A városért tették)... A lány
- Száraz György: II. Rákóczi Ferenc... Charlotte
- Paul Burkhard: Tűzijáték... Iduna
- Franz Schubert: Három a kislány... Médi
- Johann Strauss: A denevér... Adél, Rosalinda
- Johann Strauss: Cigánybáró... Szaffi
- Oscar Straus: Varázskeringő... Helena, a herceg leánya
- Giacomo Puccini: Bohémélet... Musette
- Kacsóh Pongrác: János vitéz... Iluska; A francia királykisasszony
- Gioachino Rossini : A sevillai borbély... Rozina
- Kodály Zoltán: Háry János... Örzse
- Lehár Ferenc: Luxemburg grófja... Angela
- Lehár Ferenc: A víg özvegy... Glavari Hanna
- Lehár Ferenc:  A mosoly országa... Liza
- Bakonyi Károly – Szirmai Albert – Gábor Andor: Mágnás Miska... Rolla, a gróf lánya
- Claude Magnier – Nádas Gábor – Szenes Iván: Mona Marie mosolya... Geneviève
- Jacobi Viktor: Sybill... Nagyhercegnő

## Filmek, tv
- Búcsú a fegyverektől, azaz... (1982)
- A költő visszatér (1988)